# 亨廷顿 (犹他州)
亨廷顿（英文：Huntington），是美国犹他州艾麥里郡下属的一座城市。建市于 1877年，面积大约为2.04平方英里（5.3平方公里），海拔约为5,787英尺（1,764米）。根据2010年美国人口普查，该市有人口2,129人。